# Luftangriffe auf Lüneburg
Die Luftangriffe auf Lüneburg durch alliierte Bomber fügten der Stadt Lüneburg während des Zweiten Weltkrieges nur relativ geringe Schäden zu. Vor Kriegsbeginn zählte die Stadt im Mai 1939 35.239 Einwohner. Von militärischer Bedeutung war neben dem Güterbahnhof in erster Linie der Flugplatz Lüneburg im Nordosten der Stadt. Allein beim schwersten Luftangriff am 22. Februar 1945 kamen 350 Menschen ums Leben.

## Luftangriffe
Der erste von insgesamt 19 Luftangriffen auf den Raum Lüneburg erfolgte in der Nacht vom 20. auf den 21. Juli 1940, als der Flugplatz Lüneburg sowie der Stadtteil Im Grimm von Bomben getroffen wurden.
Der zweite Luftangriff fand in der Nacht vom 12. auf den 13. August 1941 statt, wobei im Stadtteil Im Grimm verschiedene Häuser zerstört sowie andere beschädigt wurden und zwei Menschen Verletzungen erlitten.
Am 2. April 1944 schlugen nachts weit verstreut einige Bomben in Lüneburg ein, dadurch wurden mehrere Menschen getötet sowie zwei Wohnhäuser in der Bleckeder Landstraße und eines am Lüner Weg zerstört.
Am 18. April 1944 wurde der Fliegerhorst mittags von etwa 30 Flugzeugen angegriffen und erheblich beschädigt, blieb jedoch einsatzbereit. Eine Halle wurde schwer und drei weitere leicht beschädigt. Vier Flugzeuge, ein Maschinenhaus, mehrere Unterkunftsgebäude, der Bahnhof des Flugplatzes sowie ein Wohnhaus am Rande des Flugplatzes wurden völlig zerstört.
Am 21. November 1944 wurde ein Wohngebiet in der Goseburg am Bardowicker Wasserweg im Norden der Stadt mittags von einigen Bomben getroffen, doch kamen keine Menschen zu Schaden.
Am 3. Februar 1945 fielen – möglicherweise durch Notabwurf – um die Mittagszeit einige Bomben auf den Güterbahnhof, wodurch mittelgradiger Sachschaden entstand.
Der schwerste Luftangriff auf Lüneburg fand am 22. Februar 1945 in der Zeit von 10.10 bis 14.15 statt, als 39 Flugzeuge den Bahnhof Lüneburg und seine Umgebung bombardierten. Hierbei wurden mehrere Splitterschutzgräben in Bahnhofsnähe sowie der Luftschutzbunker des Bahnhofs von Bomben getroffen, wodurch 350 Menschen ums Leben kamen. Die Eisenbahnbrücke über die Dahlenburger Landstraße stürzte ein. In den Wohngebieten um den Bahnhof herum entstanden vor allem in der Wandrahmstraße, Altenbrückertorstraße, Schießgrabenstraße, am Schifferwall und am Lüner Weg schwere Gebäudeschäden. Auch am Rotenbleicher Weg, Am Schwalbenberg und Am Altenbrücker Ziegelhof wurden Wohnhäuser vollständig zerstört. In der Wandrahmstraße wurde das Museum Lüneburg, dessen Bestände nicht vollständig ausgelagert waren, völlig zerstört. Schwer beschädigt wurden unter anderen der Endbahnhof der Bahnstrecke Lüneburg–Bleckede, der Rangierbahnhof, eine Molkerei am Lüner Weg und eine Fabrik in der Straße „Am Schwalbenberg“.
Ein weiterer Luftangriff erfolgte am 7. April 1945 mit 13 Flugzeugen. Viele Bomben trafen erneut das Bahnhofsgelände, wo ein Zug mit 256 KZ-Häftlingen aus dem KZ Wilhelmshaven, die nach Neuengamme gebracht werden sollten, abgestellt war. Die Häftlinge waren in den Waggons eingesperrt und konnten sich nicht in Sicherheit bringen. Von ihnen kamen 71 ums Leben. Das Mahnmal im Tiergarten beim Bahnhofsgelände Lüneburg erinnert an ein Massengrab von 256 KZ-Häftlingen. Bis zu 80 der meist verletzten und geschwächten Häftlinge, deren Transport an diesem Tag bombardiert wurde und die nicht weitertransportiert werden konnten, wurden am 11. April 1945 von ihren Bewachern erschossen und liegen hier gemeinsam bestattet mit den Opfern des Bombenangriffs. Der Güterbahnhof wurde vollständig zerstört, ebenso das Wasserwerk und die Fabrik Wachsbleiche. Das Lehrerseminar am Wilschenbrucher Weg, in dem ein Hilfslazarett untergebracht war und das heute von der Leuphana Universität Lüneburg genutzt wird, wurde durch einen Bombenvolltreffer stark beschädigt, ebenso das Hilfslazarett Zur Hasenburg an der Soltauer Straße. Viele Bomben trafen außerdem das damals noch zum größten Teil unbebaute Rote Feld.

## Schäden
Insgesamt wurden in Lüneburg im Zweiten Weltkrieg 43 Häuser vollständig und zahlreiche weitere zum Teil zerstört. 270 Wohnungen wurden unbewohnbar, was einem Zerstörungsgrad von 2,6 % entspricht. Abgefahren wurden insgesamt 11.200 m³ Trümmerschutt.